# Kašna Amfitrité
Kašna Amfitrité je kulturní památka v Jihlavě. Pozdně barokní kamenná kašna na dolním konci Masarykova náměstí tvoří spolu s kašnou Neptuna jednu z dominant centrálního jihlavského náměstí.
Obě kašny byly postaveny v roce 1797 na místě středověkých dřevěných kašen. Autorem pískovcových soch antických bohů vod Poseidóna (Neptuna) a Amfitrité je Jan Václav Prchal. Okolo obou kašen je zachován pás původní dlažby tzv. „kočičích hlav“ z 19. století.